# 查嗣瑮
查嗣瑮（1652年—1733年），字德尹，號查浦。浙江海寧人，清朝翰林。
嗣瑮為康熙三十九年（1700年）庚辰科進士，散館授編修，官至侍講。《清史稿》稱其“性警敏，数岁即解切韵谐声。”工詩，聲才可與其兄查慎行齊名。弟查嗣庭案發後，嗣瑮也遭牽連，謫戍關西，卒於戍所。
著有《查浦诗钞》、《音类通考》。《清史稿》將其附於查慎行傳後。